# Hetman wojsk zaciężnych
Hetman wojsk zaciężnych (łac. campiductor Regni Poloniae supremus, exercituum nostrorum generalis campiductor) – dowódca wojsk zaciężnych Korony Królestwa Polskiego. Powoływany na czas  prowadzenia działań wojennych. Po raz pierwszy tytułem takim obdarzono Piotra Dunina w 1461 w czasie wojny trzynastoletniej. Hetmanami wojsk zaciężnych byli w XV w. także Wojciech Górski, Paweł Jasieński, Jan Karnkowski, Jan Trnka z Raciborzan. 